# Thomas Nickcolson
Thomas Nickcolson (21 marzo 1982) è un calciatore trinidadiano, di ruolo difensore.